# Peruanische Basketballnationalmannschaft der Herren
Die peruanische Basketballnationalmannschaft der Herren (spanisch nur Selección de baloncesto de Perú) vertritt Peru bei Basketball-Länderspielen. Sie gehörte bis Ende der 1960er Jahre zu den besseren Nationalmannschaften Lateinamerikas und nahm dreimal an Olympischen Spielen und viermal an Endrunden der Basketball-Weltmeisterschaft teil. Seit 2001 hat die Mannschaft nicht mehr an offiziellen Wettbewerben der FIBA teilgenommen, während Jugend-Auswahlmannschaften weiterhin teilnehmen.

## Olympiateilnehmer
- Olympia 1936 (8. Platz):[1] Antonio Flecha, Antonio Oré, Armando Rossi, Miguel Godoy, Luis Jacob, Manuel Fiestas, José Carlos Godoy, Rolando Bacigalupo, Willy Dasso
- Olympia 1948 (10. Platz):[2] Alberto Fernández, Arturo Ferreyros, Carlos Alegre, David Descalso, Eduardo Fiestas, Guillermo Ahrens, Juan Vizcarra, Luis Sánchez, Rodolfo Salas, Rodolfo Sorraco, Virgilio Drago
- Olympia 1964 (15. Platz):[3] Carlos Vásquez, Enrique Duarte, Jorge Vargas, José Guzmán, Luis Duarte, Manuel Valerio, Oscar Benalcázar, Oscar Sevilla, Raúl Duarte, Ricardo Duarte, Simon Peredes, Tomás Sangio

### Weitere bekannte Spieler
In den 1960er Jahren spielte auch der spätere Kardinal Juan Luis Cipriani Thorne in der peruanischen Nationalmannschaft.

## Abschneiden bei internationalen Wettbewerben
| - 1936 – 8. Platz - 1948 – 10. Platz - 1952 – nicht qualifiziert - 1956 – nicht qualifiziert - 1960 – nicht qualifiziert - 1964 – 15. Platz seit 1968 – nicht qualifiziert |  | - 1950 – 7. Platz - 1954 – 12. Platz - 1959 – nicht qualifiziert - 1963 – 12. Platz - 1967 – 10. Platz seit 1970 – nicht qualifiziert |  | - 1951 – nicht teilgenommen - 1955 – nicht teilgenommen - 1959 – nicht teilgenommen - 1963 – 5. Platz - 1967 – 8. Platz - 1971 – 9. Platz seit 1975 – nicht qualifiziert |

### Südamerikanische Meisterschaften
| - 1930 – nicht teilgenommen - 1932 – nicht teilgenommen - 1934 – nicht teilgenommen - 1935 – nicht teilgenommen - 1937 – 4. Platz - 1938 – . Platz - 1939 – 4. Platz - 1940 – 5. Platz - 1941 – . Platz - 1942 – nicht teilgenommen - 1943 – . Platz - 1945 – nicht teilgenommen | - 1947 – 6. Platz - 1949 – 4. Platz - 1953 – 5. Platz - 1955 – 5. Platz - 1958 – 7. Platz - 1960 – nicht teilgenommen - 1961 – 5. Platz - 1963 – . Platz - 1966 – . Platz - 1968 – . Platz - 1969 – 4. Platz - 1971 – 4. Platz | - 1973 – . Platz - 1976 – 7. Platz - 1977 – 5. Platz - 1979 – 7. Platz - 1981 – 5. Platz - 1983 – nicht teilgenommen - 1985 – 8. Platz - 1987 – 6. Platz - 1989 – 8. Platz - 1991 – 8. Platz - 1993 – nicht teilgenommen - 1995 – nicht teilgenommen | - 1997 – 9. Platz - 1999 – 8. Platz - 2001 – 8. Platz seit 2003 – nicht teilgenommen |